# 담황색넓적코박쥐
담황색넓적코박쥐(Platyrrhinus infuscus)는 주걱박쥐과(신세계잎코박쥐과)에 속하는 남아메리카 박쥐의 일종이다. 볼리비아와 브라질 서부, 콜롬비아, 에콰도르, 페루에서 발견된다.